# ヒミツの花園
『ヒミツの花園』（ヒミツのはなぞの）は、2007年1月9日から3月20日まで、関西テレビの企画・制作によりフジテレビ系列で毎週火曜日の22:00～22:54（JST、初回のみ23:09までの15分拡大放送）に放送されたテレビドラマ。全11話。主演は、フジ火10ドラマ枠初主演の釈由美子。2007年6月6日にはDVDが発売。

## あらすじ
ファッション誌の編集者・月山夏世は、真面目で努力家だが、不器用で頼まれると断れない性格が災いして、何かと損な目に遭う自分に悩んでいた。折角の誕生日も残業で帰れずに社泊まりで誰にも祝って貰えない。そうした自分に嫌気のさした月山は辞表を出す覚悟を決める。そんな月山を上司で編集長の川村亮子は陰ながら応援してきた。だが、二人の努力も空しく雑誌の休刊（事実上の廃刊）が決まり、川村の好意で月山は少女漫画編集部に転属が決まる。
異動先の漫画雑誌“週刊少女チャーミー”編集部で月山は編集長の田丸慎一から「忍法アラベスク」を連載中の超人気漫画家・花園ゆり子の担当を言い渡される。月山は少女漫画に興味がなく、作品を読んだことすらなかった。早速、高級高層マンションに暮らす花園に挨拶に向かった月山は玄関先で強面の男田中一郎に迎えられる。田中は花園を担当する他誌の編集者だった。そして、花園の自宅兼アトリエに居たのはオタク趣味でワガママ放題の修。イケメンだが女性にだらしない智。小生意気で人の心を見透かす陽。そして、寡黙で冷淡な航といった男性ばかり。いきなり作品資料のためブティックに行くよう命じられた月山はそこで修から命じられるままにドレスの試着と写真撮影を強要される。その挙げ句、ドレスのジッパーをうっかり壊してしまった月山は着替えることも出来ず、ドレス姿のままスーパーでの買い物を命じられる。アトリエに戻った月山はアシスタントたちにからかわれたのだと勘違い。たまりかねて「私は花園ゆり子先生に会いに来たんです」と怒鳴るが、航は「ボクら4人が花園ゆり子です」と告げ、「花園ゆり子が実は男だというのは絶対に秘密ですから」と念を押される。
片岡家の四兄弟は背景担当の長男・航、ネームおよび執筆担当の次男・修、マネジメント兼アシスタントの三男・智、ストーリー担当の四男・陽に分かれ、4人で「花園ゆり子」として活動していた。田丸からも念を押された月山は実は花園ゆり子の大ファンという川村にも事情を打ち明けられない。
辞表を出すタイミングを失った月山はアトリエを訪ねるが修から掃除などの雑用を命じられる。そしてうっかり完成した原稿を濡らす大失態を演じてしまう。修から「どうせ漫画だとバカにしてるんだろう」と詰られ、航から「二度と来るな、出て行け!」と怒鳴られてしまう。すっかり落ち込んだ月山は追ってきた智にフォローされ、漫画喫茶に向かった。そこで「忍法アラベスク」を読みながら涙を流す女子高生たちと遭遇する。作品を読破した月山は泣くほど感動することはなかったものの、四兄弟たちの熱意ある仕事ぶりを理解し、改めて担当編集として頑張らせて欲しいと願い出る。こうして、新米担当編集者・月山と「花園ゆり子」こと片岡四兄弟の交流がはじまるのだった。
一方、「月刊・石仏」の編集長に左遷され、喫茶店で落ち込んでいた川村は偶然居合わせた智と出会い、心惹かれてしまう。月山も時折さりげない優しさを見せる航、男らしい態度で月山をフォローする智との間に「恋の予感」が芽生える･･･が、致命的に鈍感な月山はそれとはなかなか気づかない。
次第に片岡四兄弟や田中のヒミツが明らかになっていく中で、彼らとの絆を深める月山と川村。二人の恋の行方やいかに･･･　　　　　

## キャスト

### 主要人物
月山 夏世（つきやま かよ）（28） - 釈由美子／幼少期：磯野光沙
本作品のヒロイン。1979年1月9日生まれ。真面目だが要領が悪くやや天然かつ鈍感でお調子者。頼まれると断れない性格の女性編集者。ファッション誌時代の編集の腕は確かなものだが、担当ファッション誌が休刊となり、編集長の川村の根回しにより少女漫画編集部に異動、花園ゆり子の担当となった。
花園の正体である片岡四兄弟に、自身の恋愛の思い出をからかわれたり、漫画と関係のないことで呼びだされたりしながらも「漫画家を守るのも編集の仕事」を信条に編集者、また人間として成長してゆく。地元でのサイン会、「忍法アラベスク」のドラマ化騒動、田丸のリークによる「花園ゆり子」の正体暴露、特集記事による人気急騰で生じた兄弟間の溝、四兄弟の秘密といった様々な難題に立ち向かっていく。
恋愛ニートな面があり、5年もときめきがなかった。「忍法アラベスク」を読破しても感動もせず、泣きもしないなど「感性が枯れている」と酷評される。惚れっぽい修が「小娘」と言って相手にしないのもそのせい。夏世への恋愛感情を巡り、それまで波風の立たなかった航と智の間に深刻な諍いが生じ、察しの良い陽がそのことを危惧して陰でフォローしているが、当事者なのに全然気づいていない。
「忍法アラベスク」のドラマ化で航の反対を押し切り話を進めたが、脚本が原作と異なる内容で主演女優ありきの話だということに難色を示し、独断で話を蹴った。勝手な真似をしてチャンスをふいにしたと落ち込んで泣くのを航から「作品を守ってくれた」と慰められ、ようやく恋に落ちた自分を自覚する。だが、正体暴露後、特集記事の好評による人気急騰に舞い上がった修や智が本業を疎かにするようになると「あなたのせいで滅茶苦茶になった。もう来ないでくれ」と一転して拒絶される。担当を外れたことで四兄弟から距離を置くようになるが、悩み見抜いた陽が自宅に訪ねて来る。連れ戻しに来た航たちが陽に実の弟ではないことを打ち明け、ショックで飛び出した陽を追いかけて慰めた。この様子は他の三兄弟もこっそり見ており、もはやなくてはならない存在になっていると航に判断され、担当に復帰した。四男・陽の出生の秘密や父の盗作の事実を背負う航と時にすれ違い、秘密を守るために航の申し出で担当を外されるなど航の態度に翻弄され涙を流すも、航を気遣い想い続けた。
最終話では航に「僕の傍に居てくれませんか…これからもずっと」と告白され、結ばれた。
川村 亮子（かわむら りょうこ）（38） - 真矢みき
本作品のもう一人のヒロイン。夏世の元上司。ファッション雑誌編集長だが、その後左遷により月刊石仏の編集長となる。
表向きは多忙な「仕事の出来る女」を装っているものの、実は打たれ弱い面も持つ。また年甲斐もなく乙女チックな性格で、自分中心に物事を勘違いする癖もあるなど、表と裏にかなりのギャップがある。面倒見が良く、努力家だが要領の悪い月山を主に精神面で支える。月山の異動で逆に交際の機会が増え、月山のアパートに出入りして女同士で愚痴をこぼしあう。恋愛に鈍感な月山を焚きつけ、航との交際をすすめる。鍋料理が得意で鍋奉行。
田中とは過去に恋愛関係にあり婚約までしていたが、「花園ゆり子」の秘密を決して明かさない田中との間に不和が生じ別れてしまう。花園を女性と勘違いし嫉妬心とそれ以上の好奇心を抱き、月山が担当になったことを機にあれこれと詮索する。その実、花園ゆり子のコミックの大ファン。花園ゆり子が片岡四兄弟であることは知らず、明かされなかったが6話で正体に気付いて、マンションに押しかけ、自身の結婚まで台無しにされたことを4人に謝罪させた。
智に一目惚れし、最初はつれなくされたものの次第に良い雰囲気になっていくが、見栄を張り相変わらずファッション雑誌の編集長だと嘘をついていた。「花園ゆり子」の正体が週刊誌に暴露されバッシング騒動に発展すると、田丸の懇願で事態の収拾に乗り出し、4人の特集記事を見事にプロデュースしてピンチを一転。その仕事ぶりは陽にも認められた。この一件がきっかけで田中と再会。彼が7年もの間「家族」として片岡四兄弟を守ってきた事情を知らされ、気持ちが田中と智の間で揺れ動く。さらに月刊石仏の編集員たちから見合い相手を紹介されて満更でもなく見合いの席に臨んだが、そこに颯爽と現れた田中に連れ出されて10話で復縁した。『機動戦士ガンダム』に詳しい一面があり、修とガンダム談義で盛り上がる。
終盤にシルバー世代をモデルに起用した新たなファッション雑誌立ち上げを打診され、以前は仕事（休刊したファッション誌）を選び田中と別れてしまったことで悩むが、10話で田中とよりを戻すことが決まったため、その道を選んだ。
片岡 航（かたおか わたる）（33） - 堺雅人／小学生時代：小越勇輝／高校生時代（15年前）：真山明大
片岡四兄弟の長男。兄弟を呼ぶときは基本呼び捨て。漫画では背景を担当しているが、四男・陽の才能が見出されるまではストーリーも担当していた。
性格は内向的で寡黙。仕事場では黙々と作業に没頭しプロ意識も強い。温厚な性格で常に穏やかな笑顔を浮かべているが、人間不信気味で他人との関わり合いを避けたがる。キレると収拾がつかない。画家への未練からオフには野外でのスケッチや、私室での作品製作に没頭する。ひどく苦悩すると「開かずの間」に出入りする。
航が高校生のとき父親から赤ん坊だった陽を実の弟としてなにがあっても守るよう命じられる。両親の没後、画家の夢をあきらめ美大を中退し、弟たちを守ること、幼い陽を育てることを決意。漫画家志望の修を支えて少年漫画に挑むも失敗し、田中の計らいで「花園ゆり子」という少女漫画家として成功した。
また花園ゆり子の秘密の他に、父親が死の間際に「盗作していたのが陽の実の父親の作品だった」と打ち明け、当時は小中学生だった修と智を動揺させまいと事実を一人で背負って生きてきた。15年前に父親が盗作騒動で世間からバッシングされた過去を忘れず、片岡の名前が世の中に出るのを極端に恐れていた。陽の出生の秘密と併せて陽が二十歳になるまで隠しておくつもりだったが花園ゆり子の正体が露見し、片岡の名が世の中に知られ、持て囃されたことでその予定が狂いそうになる。それを阻止しようと夏世を一時担当から外させた（表向きは彼女が一度きりという取材の約束を破ったことにした）。だが、夏世の不在は仕事面での不都合が生じ、陽が家出した（夏世のアパートを訪ね、帰らないとだだをこねた）ことで陽に実の兄弟ではないことを打ち明ける。これを上手くおさめてくれた夏世に感謝して担当に復帰させた。
夏世に対してはさりげない優しさを見せ、いざとなると身を挺して庇う一方で、手酷く突き放してしまう。彼女への想いを7話で自覚するも、秘密を守ろうとするあまり夏世の想いを拒絶したり辛くあたったりしてしまう。そうした態度については陽から指摘されて自戒し、月山を当惑させている。
花園ゆり子の解散後は、「自分たちのやりたいことをやってほしい」という陽の願いにより、再び絵を描いている。
想いを寄せ続けた夏世に最終話で「僕の傍に居てくれませんか…これからもずっと」と告白し、結ばれる。
片岡 修（かたおか おさむ）（30） - 池田鉄洋／小学生時代：上妻成吾
片岡四兄弟の二男。兄弟を呼ぶときは「航にぃ」「智」「陽くん」。
性格はワガママでいい加減だが、やるときはやる男。他の兄弟たちと異なり容姿に自信がなく、モテないという自覚はあるがミーハーで女性には惚れっぽい。小料理屋ママの美那絵に片思いを寄せて悶々としていたが、夏世が航とラブラブなのに触発されて思い切ってデートに誘う。夏世に助言されたり、陽の助けを得るなどして告白しようとしたが、週刊誌に15年前の父親の盗作疑惑が判明したため航たちに呼び戻されてしまう。最終話で告白して見事に玉砕した。対して夏世のことは「小娘」とバカにして見向きもしないが、居ないと落ち着かず一時担当を外れた際には呼び戻しを智に相談。美那絵への告白に悩んで夏世に相談する。
ネームおよび執筆担当。繊細なイラストを得意とし、逞しいタッチのイラストが苦手なことがコンプレックス。少年漫画に挑むが見事に挫折し、田中の引き立てで少女漫画の世界に足を踏み入れ成功した。気分屋の天才肌でアイデアを閃くと超人的な速度で原稿を仕上げる。ノリノリになると大音量で音楽を垂れ流す（兄弟たちには不評で耳栓をしている。田中の耳当ても同様）。少女漫画家としての自分に決して満足しているわけではないが作品に対する愛着と自負心は強い。
趣味は男性向け漫画やフィギュア、プラモデル収集とパチンコ。オタクではなくクリエーターだと主張。高価な収集品を大事にしており、修が霍乱を起こして「引き籠もり」した際は智がコレクションを壊すと脅して、部屋から引っ張り出す。
花園ゆり子解散後は、夏世の紹介で以前から描きたかった少年マンガを担当。
片岡 智（かたおか さとし）（27） - 要潤／幼少期：室岡優吾
片岡四兄弟の三男。兄弟を呼ぶときは「航にぃ」「修にぃ」「陽」。
マネージャー兼アシスタント担当。兄弟の中では1番常識人かつまとめ役で、端整なルックスと言動力を持ち、社交性もあり交渉能力も高い。反面、女性関係にはだらしなく、所構わず見境無く口説く。片岡家の家事全般を担当。智が家出をした際には足のふみ場もなくなるほどだった。食べ物に関しては特に我儘の多い修のために日頃から手料理を振る舞っている。少女漫画を愛読する一面もあり、夏世と恋愛映画を見に行った際には号泣していた。
恋愛経験豊富なためネタの提供などを行い、自分あっての“花園ゆり子”だと公言するが、内心ではクリエーターとしての才能がない自分に劣等感を感じている。
夏世とは事あるごとに反発し合うが、不器用でも真っ直ぐに努力する夏世の純粋さに惹かれ、彼女の気持ちが航にあることを知りながら、夏世を抱きしめるがフラれてしまった。
花園ゆり子解散後も、マネージメントの仕事を続けている。
片岡 陽（かたおか ひなた）（18） - 本郷奏多
片岡四兄弟の四男。兄たちを呼ぶときは「にぃ」付け。漫画ではストーリー担当。洞察力が鋭く、人間の性格を一瞬で見抜く。特に大人に対しては手厳しい。また、智の恋愛経験を膨らませ、女心を掴むストーリーを考える天才肌の持ち主。
修と違って物欲がまるでなく、私室にはノートパソコンが置かれているだけ。趣味はネットサーフィンで興味のある事柄を調べるのと、水族館でのイルカ鑑賞。
容姿端麗でドラマ化騒動ではたまたま現場にいたスカウトにモデルになるよう勧められるが相手にしない。高校時代に女生徒たちからちやほやされ、冷たくあしらうと一転して嫌がらせに遭い高校を中退した過去を持つ。ゆえに人間不信気味な面がある。立川とは同級生だった。
花園ゆり子の秘密を兄弟で唯一知らなかったが、自分の出生に関係することだと勘付いており、9話で自分だけ血の繋がりがなく、実の兄弟でないことを明かされる。薄々は勘付いていたが面と向かって航から告げられたことにショックを受けるが月山が家族写真を手に現れ、「もっとみんなに甘えていい」と助言したことで泣き崩れた。
末っ子だが性格はクールで大人びている。人見知りで無愛想。他人に干渉されることがなにより嫌い。夏世についてはドジだが悪意はないと判断して、兄弟間ではフォローするなど実は早い段階から慕っている。兄弟に依存的な修と違い、将来的な自立を考え智から料理を学ぼうとするなど意欲的。画家を志望する航を「花園ゆり子」から解放したいと願っている。
10話で片岡の父が自分の父の作品を盗作していたことを知り、最終話ではこの秘密を背負い続けた航を解放しようと二人の父親の作品を燃やそうとした。
花園ゆり子解散後は、「自分たちのやりたいことをやってほしい」と兄たちの背中を押し、自身は古典学を学ぶためにイギリスへ留学することを決めた。
田中 一郎（たなか いちろう）（43） - 寺島進
ちゃーみーのライバル誌のベテラン編集員で花園ゆり子担当。少女マンガ担当一筋20年。四兄弟の才能をいち早く見出した。
強面の最年長の大人にもかかわらず、子供っぽいところもあり、憎めない鈍感な性格。定位置はアトリエにある四人の机脇に置かれたソファー。原稿待ちの際はここで仮眠をとる。修がノリノリで仕事をする際には防音を良いことに大音量で音楽を垂れ流すため紫の耳あてを愛用している。想定外のショッキングな出来事に遭遇すると卒倒してしまう。修たちを執筆に集中させるため、家事全般から使い走りまでなんでもこなす。また、不要と判断した訪問客を強面と荒っぽい口調で追い返す「番犬」のような存在でもある。
4人からは「田中ちゃん」と親しみを込めて呼ばれ信頼されている。気分屋な修のなだめ役。月山のことは初対面時の名刺の読み違えから「がっさん」と呼び、訂正せず先輩風をふかす。商売敵だが「チーム花園ゆり子」の一員として遠慮も容赦もなく家事やパシリもさせるが、その実彼女の与える好影響や成長ぶりを見守る。片岡四兄弟を「家族」と考え、彼らを守ることを自分の使命と考えて7年間秘密を守り続けてきた。陽が三兄弟と血が繋がっていないことも知っている。
恋愛よりも仕事タイプで、以前の恋人・川村と別れて花園ゆり子を優先した。だが、その実未練たらたら。川村がついた「結婚を考えている男性がいる」という嘘を真に受けていた。第10話で見合いの席から川村を連れ出してよりを戻した。
携帯の着信音は「Baby Don't Cry」の着うた。泣き上戸である。

### 蛍潮出版

#### コミック編集部
田丸 慎一（たまる しんいち）（42） - 田中哲司
夏世の異動先のコミック編集部編集長。口うるさい威圧的な上司。
第2話で月山に花園ゆり子の正体を誰にもしゃべるなと注意していたが、第7話でコミック本売上アップのための起爆剤になるとふんで週刊誌にリークした。
最終話では花園ゆり子解散により、“月刊石仏”に異動となり、川村元編集長の代わりを務めるハメに。
畑中 権三（はたなか ごんぞう） - 岸博之
蛍潮出版コミック編集部“週刊少女チャーミー”編集部員。見た目にそぐわず恋愛小説を好む。
第9話では、航の申し出により一時、花園ゆり子の担当を外された夏世の代わりに片岡家にやってくる。
三浦 タカシ（みうら タカシ） - 大東俊介
蛍潮出版コミック編集部“週刊少女チャーミー”編集部員。夏世の異動先の同僚。
たまに大阪弁が出る。

#### “月刊石仏”編集部
横山（よこやま） - 横山あきお
蛍潮出版一般誌編集部“月刊石仏”編集部員。

### その他
美那絵（みなえ）（27） - 滝沢沙織
片岡四兄弟行きつけの小料理屋「みなえ」のママ。夫とは死別。修の片思いの相手。
龍二（りゅうじ） - 神保悟志
第2話から登場。美那絵の死んだ夫の同僚。刑事。いかつい外面に反して花園ゆり子のコミックのファン。
立川 拓実（たちかわ たくみ）（20） - 山本裕典
みすずの彼氏。天然。大学に通いながらバイク便のアルバイトをしている。陽とは高校の時の同窓生。母親がフランス人でフランス語が堪能。
自殺企図を疑われ職務質問されかけた陽をその場の機転で助けたり、片岡家の過去“15年前の盗作騒動”を週刊誌にリークしたみすずを諌めたりと、正義感の強い一面がある。
杉本 みすず（すぎもと みすず）（22） - 松岡璃奈子
美大生。拓実と付き合っているものの、本人曰く拓実はペットみたいな存在。航に惹かれアプローチするが断られる。
しかし、航のことを知りたいがために片岡家の過去を詮索し、亮が野口の絵を盗作していたことを週刊誌にリークした。
里中 潤一郎（さとなか じゅんいちろう） - 井田國彦
第3話から登場。航の美大時代の同級生で友人。片岡家の過去“15年前の盗作騒動”を知る人物。アトリエを持ち、母校で個展も開いている。
片岡 亮（かたおか とおる） - 山本圭
故人。兄弟の父親。陽の実父で同じく画家だった野口実とは親友だった。野口が亡くなってから、野口作品と身寄りのなくなった陽を引き取り、野口作品を盗作して発表。
自身も死ぬ間際に航にだけ本当のことを話し、陽を託した。

### ゲスト出演
漫画喫茶の女子高生 - 郡司あやの（第2話）
映画館の女子高生 - 西村紗也香、西村麻理香（toutou）、第3話）
花園町町会長 - 阿南健治（第6話）
副社長夫人 - 大島蓉子（第6話）
国際テレビのドラマプロデューサー - 光石研（第7話）
亮子の見合い相手 - 橋本啓輝（第10話）
横山の妻 - 喜多道枝（第10話）

## スタッフ
- 脚本：永田優子
- 音楽：仲西匡
- 企画：笠置高弘（関西テレビ）、吉田豪（フジテレビ）
- 広報：日下俊彦、前田ひとみ
- プロデュース：吉條英希（関西テレビ）、遠田孝一・伊藤達哉（MMJ）
- 演出：小松隆志、二宮浩行（MMJ）、池添博（5年D組）
- 制作協力：渋谷ビデオスタジオ、ビデオスタッフ、ヴェントゥオノ、スポット、テレビ朝日クリエイト、京映アーツ、東京衣裳、Cコーポレーション、東新、バウムレーベン、レモンスタジオ、ナイス・デー
- 制作：関西テレビ、MMJ

## 主題歌
- 安室奈美恵「Baby Don't Cry」（avex trax）

## サブタイトル
| 各話                                                      | 放送日     | サブタイトル                                    | 視聴率 |
| --------------------------------------------------------- | ---------- | ----------------------------------------------- | ------ |
| 第1話                                                     | 2007/01/09 | 超人気少女マンガ家の正体は四兄弟だった!         | 14.7%  |
| 第2話                                                     | 01/16      | 仕事をナメるな! お前はクビだ!                   | 13.1%  |
| 第3話                                                     | 01/23      | 胸キュン♡したいんです!                          | 12.4%  |
| 第4話                                                     | 01/30      | お金はあるけどヒマはない ハワイ旅行で大ゲンカ!  | 12.1%  |
| 第5話                                                     | 02/06      | 智が消えた!? 花園ゆり子大ピンチ!!               | 12.6%  |
| 第6話                                                     | 02/13      | ついにその正体が! 花園ゆり子サイン会で大ピンチ! | 11.0%  |
| 第7話                                                     | 02/20      | やさしくしないで… 涙と抱擁のワケ                | 12.5%  |
| 第8話                                                     | 02/27      | 兄弟が壊れる時…                                 | 12.4%  |
| 第9話                                                     | 03/06      | 今 すべてを話す時…                              | 12.3%  |
| 第10話                                                    | 03/13      | 100% かなわぬ恋                                 | 12.0%  |
| 最終話                                                    | 03/20      | サヨナラ 私の花園                               | 11.4%  |
| 平均視聴率12.5%（視聴率は関東地区・ビデオリサーチ社調べ） |            |                                                 |        |

## 劇中コミック
- 花園ゆり子『忍法アラベスク』 - バレエを駆使したくのいちアクション漫画。第7話ではドラマ化の話が持ち上がった。
- 花園ゆり子『恋愛テスト』（少女チャーミー連載） - 花園ゆり子初の現代ものの恋愛漫画。

## 補足
- フジテレビからスタッフが派遣されたり、また端役（エキストラ）としてフジテレビクラブの会員が出演しているが、番組自体の製作クレジットの表示はない。
- 扶桑社よりコミックス本が発刊された。
  - 上巻（1話～6話）　- 2007年2月20日発売
  - 下巻（7話～11話） - 2007年3月21日発売
- 第2話では夏世がウルトラアイを装着するシーンがあり、第4話では修がベーターカプセルを使うシーンがある。これは、前者はウルトラセブン、後者はウルトラマンの変身ポーズである。また最終話では修が美那絵に告白する際に自分を鼓舞するためウルトラアイをつけた。この時、ウルトラセブンの変身時の効果音が流れた。
- 同じ第7話で、花園ゆり子の作品をドラマ化する話で、要潤に「あ！これ『曲がりカーブの彼女』のプロデューサーじゃん」と言わせ、「ああ、あのドラマ面白かったですよね。副社長役が良かったんだよな～！」と田中役の寺島進に言わせている。なおモデルとなった『曲がり角の彼女』で副社長は要潤であった。また、本郷奏多と池田鉄洋がテレビゲームでテニスをするシーンがあり、なかなか勝てない兄に、弟役の本郷奏多が「まだまだだね」と言うセリフがある。このセリフは本郷奏多が過去に主演をした映画『テニスの王子様』で放つセリフの一つである。
- 第10話で、ホラーゲーム『SIREN』の刈割ステージのBGMが流れるシーンがある。